# Orgaan van Tömösváry

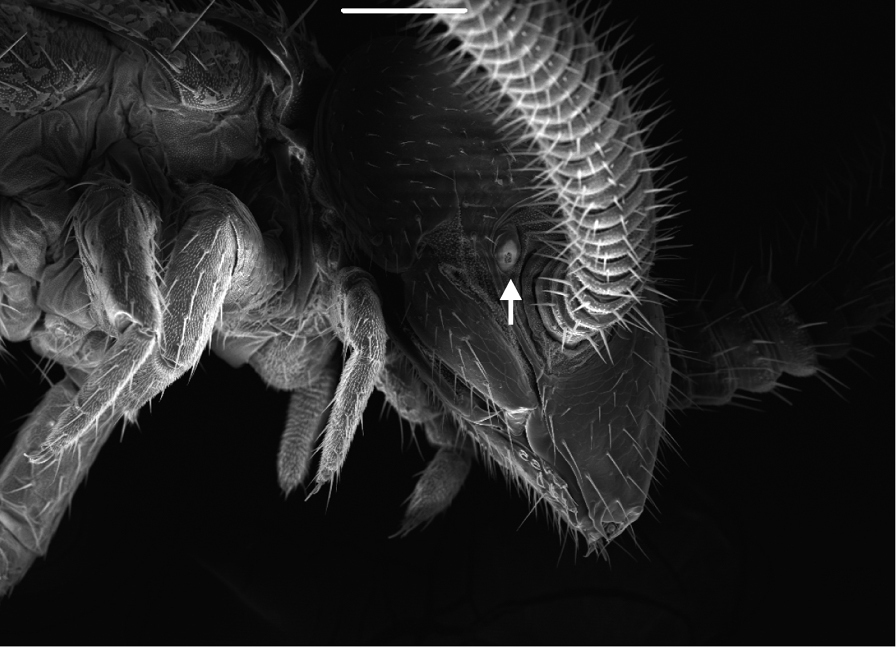
Het orgaan van Tömösváry (pijl) op de kop van een symphyla, net achter de basis van een antenne.

Het orgaan van Tömösváry zijn gespecialiseerde zintuigen in bepaalde groepen duizendpootachtigen (zoals duizendpoten en miljoenpoten) en zespotigen (zoals springstaarten), gelegen op de kop in de buurt van de basis van de antennes. Er zijn verschillende functies van de organen van Tömösváry voorgesteld, waaronder het waarnemen van trillingen, vochtigheid of licht, hoewel het bewijs voor hun ware functie tegenstrijdig is, en in groepen zoals duizendpoten is de ware functie onbekend. De organen werden voor het eerst beschreven door de Hongaarse bioloog Ödön Tömösváry in 1883.